# Кафр-Манда
Кафр-Манда или Кфар-Манда (араб. كفر مندا‎, ивр. כַּפְר מַנְדָא‎) — арабо-израильская деревня в Нижней Галилее, на склоне горы Ацмон. Кафр-Манда находится в 16 километрах на северо-запад от Назарета. 

## История
По одной из версий, название происходит от Мадьяна — места, где более двух тысяч лет назад жил Иофор. По другой версии, поселению 250—300 лет.

## Население
По данным Центрального статистического бюро Израиля, население на начало 2020 года составляло 20 188 человек.
Большинство населения — арабы-мусульмане.

## Спорт
В деревне базируется клуб Ахва Кафр-Манда.